# 誓い (小柳ゆきの曲)
「誓い」（ちかい）は、小柳ゆきの20枚目のシングル。

## 概要
- 前作に引き続き2006年競艇CMソング。
- ジャケットではセミヌードを披露している。
- 前作では頑張る人への応援ソングであったが、今作は、“自分自身が困難も乗り越えて夢に向かっていくことを”について書かれた曲である。
- カップリングの「Rock With Me！」は、LIVEについて自身が作詞をした楽曲。

## 収録曲
1. 誓い (4:27) 
作詞・作曲：大智
2. Rock With Me！ (4:24) 
作詞：小柳ゆき/作曲：AYA SUEKI
3. 誓い -Instrumental- (4:27)
4. Rock With Me！ -Instrumental- (4:25)

## 収録アルバム
誓い
- 『SUNRISE』
- 『THE BEST OF YUKI KOYANAGI ETERNITY 〜15th Anniversary〜』

Rock with me!
- 『SUNRISE』